# Закинтос (ном)
За́кинтос (греч. Ζακύνθου, др.-греч. Ζάκυνθος) — ном в Греции, в группе Ионических островов.
Состоит из острова Закинф и нескольких мелких островов, расположенных рядом с главным островом. Административный центр — Закинтос.